# Laykyun Setkyar
Laykyun Setkyar es una estatua monumental de Buda Gautama en Birmania que, desde 2018, con una altura de 116 metros, es la tercera estatua más alta del mundo.

## Detalles
Esta estatua de Buda Gautama se encuentra en un trono de 115,8 metros (380 pies) ubicado en el pueblo de Khatakan Taung, cerca de Monywa, Birmania. La construcción comenzó en 1996 y se completó el 21 de febrero de 2008. Fue encargado por el Abad Mayor Ven. Nãradã. Fue la estatua más alta del mundo durante unos meses hasta que se completó el Buda del Templo de Primavera en septiembre de 2008. La estatua de Laykyun Setkyar representa a un Buda Gautama de pie junto a otra estatua de Buda (reclinada), que representa la escena de Mahaparinirvana (Mahaparinibbana).